# Horatio Seymour
Horatio Seymour (Litchfield, 1778. május 31. – Middlebury, 1857. november 21.) az Amerikai Egyesült Államok Vermont államának szenátora.

## Életpályája
Seymour a Connecticut állabeli Litchfield városban született, anyja Mary (Molly) Marsh Seymour, apja, Moses Seymour az amerikai függetlenségi háború veteránja, Litchfield város tisztviselője, továbbá Connecticut képviselőházának tagja volt. Horatio Seymour a helyi iskolákba járt, tanítója sógora, Truman Marsh tiszteletes volt. 1797-ben végzett a Yale College-ban, diplomáját 1979-ben szerezte meg. Eleinte chesire-ben tanított, majd jogi tanulmányokba fogott. Később a Vermont állambeli Middleburybe költözött, itt fejezte be jogi tanulmányait és itt szerezte meg 1800-ban jogi szakvuzsgáját.
1820-ban a Demokrata-Republikánus Párt jelöltjekémnt bejutott az Amerikai Egyesült Államok szenátusába. 1826-ban a National Republican Party színeiben választották újra, ebben a minőségében 1821. március 4-től 1821. március 3-ig szolgált. 1833-ban a választáson már nem indult újra.  